# Aurelio Vidmar
Aurelio Vidmar (sinh ngày 3 tháng 2 năm 1967) là một cầu thủ bóng đá người Úc.

## Đội tuyển bóng đá quốc gia Úc
Aurelio Vidmar thi đấu cho đội tuyển bóng đá quốc gia Úc từ năm 1991 đến 2001.

## Thống kê sự nghiệp
| Đội tuyển bóng đá Úc | Đội tuyển bóng đá Úc | Đội tuyển bóng đá Úc |
| Năm                  | Trận                 | Bàn                  |
| -------------------- | -------------------- | -------------------- |
| 1991                 | 6                    | 1                    |
| 1992                 | 2                    | 0                    |
| 1993                 | 5                    | 2                    |
| 1994                 | 4                    | 2                    |
| 1995                 | 1                    | 0                    |
| 1996                 | 1                    | 0                    |
| 1997                 | 16                   | 8                    |
| 1998                 | 0                    | 0                    |
| 1999                 | 0                    | 0                    |
| 2000                 | 5                    | 0                    |
| 2001                 | 4                    | 4                    |
| Tổng cộng            | 44                   | 17                   |